# Lacek z Kravař a Helfštejna
Lacek z Kravař (* asi 1348 – † koncem roku 1416 Fulnek?) byl moravský šlechtic z rodu pánů z Kravař, diplomat a moravský podporovatel husitství.

## Mládí
Jeho otcem byl Drslav z Kravař, majitel Fulneku a Bílovce. Přesné datum jeho narození neznáme, předpokládá se, že se narodil kolem roku 1348. Staršími Lackovými bratry byli Vok, Beneš a Drslav, měl také dvě sestry Ofku a Dorotu. Po smrti svého otce se dostal do finančních potíží. Avšak po smrti strýce Ješka z Kravař zdědil Lacek z Kravař hrad Helfštýn, který rozšířil a vybudoval z něj reprezentativní sídlo. Kolem roku 1370 uzavřel manželství s Markétou, která byla dcerou niského zemského hejtmana Jaráče z Pogorelé. Spolu měli syny Jana a Drslava a dceru Elišku. Roku 1372 byl ve sporech se Šternberky ohledně statků v Hostýnských vrších, později byl ve sporu s jinými šlechtici ještě několikrát. Sám pak zasedal u soudů jak v Brně tak Olomouci.

## Markraběcí války
Na počátku moravských markraběcích válek se přiklonil na stranu Prokopa Lucemburského a dobyl hrad Hluboký, který mu zůstal i po skončení bojů, kdy se stal věrným stoupencem markraběte Jošta.
Roku 1383 získal se svým bratrem Vokem do zástavy Hradec nad Moravicí. Dále získal statky na Přerovsku a Hranicku. Roku 1398 získává po smrti svého bratra Beneše panství Fulnek a Bílovec. V roce 1385 se účastnil vojenské výpravy do Uher na pomoc bratru Václava IV. Zikmundu Lucemburskému, který vybojovával uherskou korunu. Když roku 1386 zemřel Lackův bratr Vok, Lacek spravoval majetky svých nezletilých synovců – Starý Jičín, Nový Jičín, Štramberk a Vsetín a též biskupská léna Rožnov pod Radhoštěm a Místek. Na konci 14. století se zapojoval do urovnávání sporů a byl oblíben jak na dvoře moravského markraběte, tak na královském dvoře v Praze. Lucemburkové ho využívají i jinak. Například roku 1389 ručil za peníze, které Jošt slíbil svému bratru Prokopovi náhradou za statky na západě Horních Uher. To dokládá Lackovo bohatství.
Lacek založil roku 1389 augustiánský klášter ve Fulneku a roku 1391 v Prostějově. Postihla ho však rodinná tragédie, když ztratil oba dva syny. V roce 1399 se Lacek účastnil bojů v poslední fázi moravských markraběcích válek a stal se i přítelem Zikmunda Lucemburského. Lacek i na dále rozšiřuje svůj majetek a roku 1400 získal i statky na západní Moravě, mezi jinými Náměšť nad Oslavou se zdejším hradem a Velké Meziříčí. Konečně roku 1401 získává po smrti Anny ze Šternberka panství Odry, navíc si zabral i zbytek jejího panství, který měl zdědit jeho příbuzný Petr z Kravař a Plumlova. Zřejmě tak učinil neoprávněně, neboť zabrané statky musel po soudním procesu z let 1406–1407 Petrovi vrátit. V roce 1404 dostal hrad Hoštejn a Tršice. I tak byl Lacek nejbohatším mužem na Moravě, který vlastnil 16 hradů, 2 hrádky, 3 tvrze, 11 měst, 7 městeček a 180 vsí.

## Doba předhusitská
Roku 1407 Lacek odešel do Prahy, kde se stal v březnu nejvyšším hofmistrem Českého království a koncem roku i nejvyšším pukrabím. Aktivně se účastnil rozhodování královské kanceláře a zasedání českého zemského soudu. Podílel se i na organizaci bojových akcí proti odpůrcům krále Václava IV. Při svém působení v Praze se Lacek seznámil s mistrem Janem Husem, který ho ovlivnil. 5. května 1408 byl otráven jeho stejnojmenný synovec – olomoucký biskup Lacek z Kravař. V roce 1410 jako stoupenec Poláků vyjednal, aby příslušníci lapkovských bojových družin, mezi které patřil např. Jan Žižka či Jan Sokol z Lamberka, byli omilostněni a účastnili se bojů polské koruny proti Řádu německých rytířů. Stal se také ochráncem Jana Husa a jeho stoupenců.
Po smrti markraběte Jošta v roce 1411 se stal král Václav IV. markrabím Moravy. Protože nemohl vykonávat přímo tuto funkci, pověřil Lacka z Kravař funkcí moravského zemského hejtmana. Lacek tedy opustil funkci nejvyššího purkrabího v Praze a vrátil se na Moravu. Nadále se účastnil politických jednání na nejvyšší úrovni a svou politikou ovlivňoval i některá rozhodnutí v rámci Českého království. Na Moravě využíval svého postavení k uvádění Husových stoupenců do kněžského stavu. 2. února 1412 uzavírá s Václavem IV. a dalšími moravskými šlechtici zemský landfrýd v Brně. V roce 1412 také hostil v Novém Jičíně polského krále Vladislava II. Jagella. V roce 1414 se účastnil tažení na pomoc Polákům proti Řádu německých rytířů. Poté, co byl mistr Jan Hus uvězněn v Kostnici, Lacek proti tomu protestoval. Organizoval i listy českých a moravských šlechticů proti Husovu uvěznění a později i list protestující proti Husově upálení. V roce 1416 se účastnil zasedání olomoucké cúdy.
Lacek z Kravař zemřel někdy v prosinci roku 1416. Byl pohřben v klášterním kostele fulneckých augustiniánů. Jeho majetky zdědil Petr z Kravař a Strážnice.

## Potomstvo
- Drslav z Kravař a Helfštejna († 1397)
- Eliška z Kravař a Helfštejna (1397–1420), manžel Albrecht ze Šternberka a Lukova
- Jan z Kravař a Helfštejna († před rokem 1394)